# Uliu cu picioare scurte

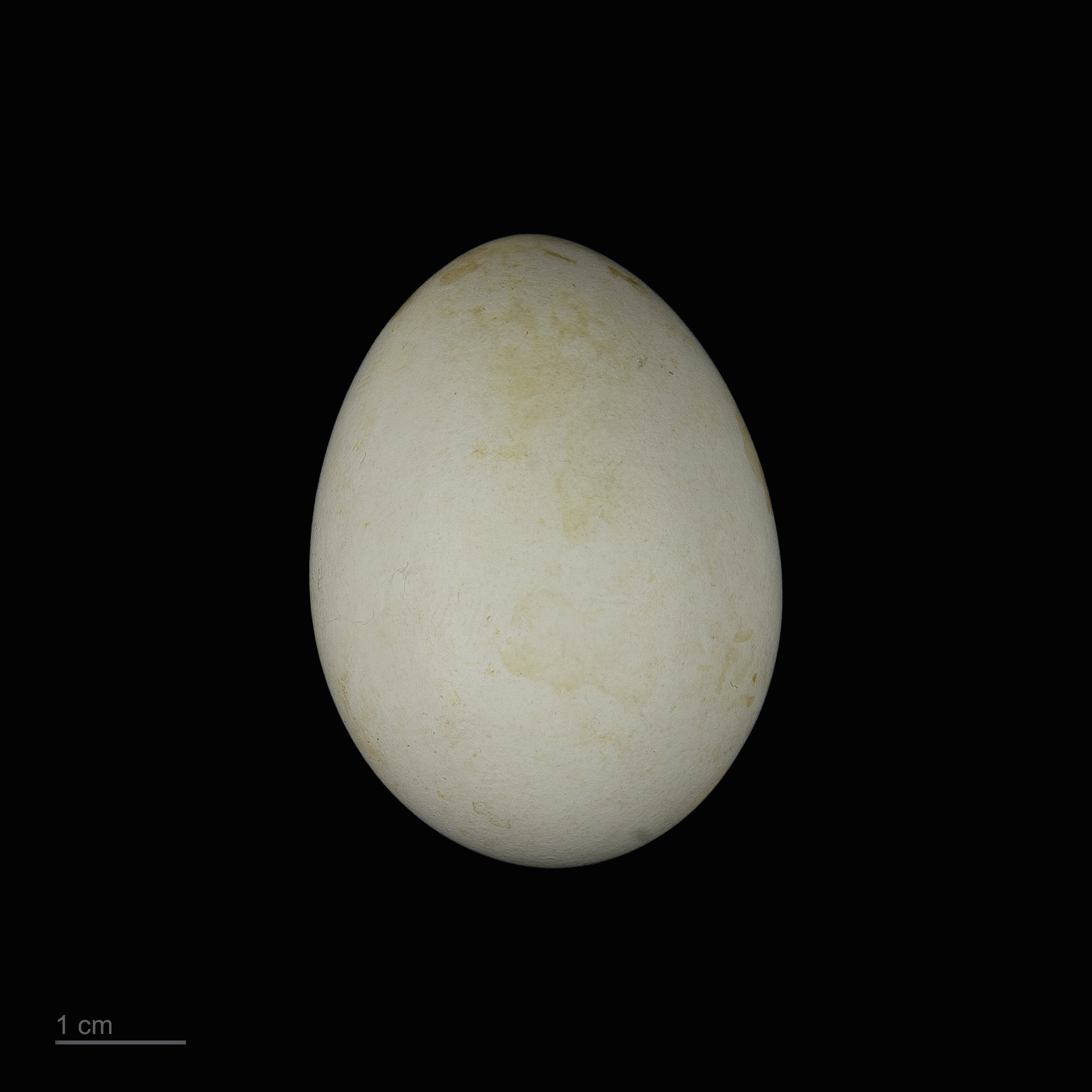
Accipiter brevipes - MHNT

Uliul cu picioare scurte sau uliul scund (Accipiter brevipes) este o pasăre răpitoare de zi din familia Accipitridae, de talie mică (între guguștiuc și porumbel) care trăiește în zonele împădurite de joasă altitudine situate în apropierea unei ape în sud-estul continentului european, Caucaz, Asia Mică și Iran. Toamna migrează spre locurile de iernare din Africa, la sud de Sahara. Cuibărește în copaci, la marginea pădurilor. Lungimea corpului este de 30–37 cm, iar greutatea de 169 g pentru mascul și 215 g pentru femelă. Anvergura aripilor de 63–76 cm. Masculul adult are spatele albastru-cenușiu, coada de talie mijlocie unicoloră; obrajii sunt cenușii; ochii au o culoare roșie-brună; partea de dedesubt de culoare albicioasă cu dungi transversale de culoare roșcată pe piept și flancuri; vârfurile aripilor sunt negricioase. Femela are spatele și obrajii de culoare cenușie-brună; partea de dedesubt de culoare brună deschisă cu dungi de culoare roșie, mai distincte decât la mascul; vârfurile aripilor sunt negricioase; coada unicoloră, cu excepția părții subterminale. Penajul este asemănător cu cel al uliului păsărar, masculul are însă obrajii cenușii și nu bruni, iar femela este mai cenușie ca a acestuia. Se hrănește îndeosebi cu șopârle (gușteri, șopârle de câmp) și insecte mari (gândaci, nasicorni, lăcuste, cosași etc.), dar și cu păsări (vrăbii, cinteze, prigorii și chiar cu rândunici) și mamifere mici (șoareci de pădure, șobolani de apă). Vânează ziua, dar prinde și lilieci la apusul soarelui. Construiește cuibul în fiecare an, la o înălțime de 4–20 m, uneori ocupă cuiburile părăsite de ciori sau coțofene. Cuibul atinge 30 cm diametru și 15 cm înălțime și este alcătuit din ramuri împletite, căptușit în interior cu frunze. În a doua jumătate a lunii mai sau la începutul lunii iunie, femela depune 3-5 ouă verzui-albăstrui, slab pătate, pe care le clocește singură timp de 30-33 de zile, începând cu primul ou depus.  Incubația durează 30-35 de zile și este asigurată de femelă, care este hrănită în acest timp de mascul. Puii sunt nidicoli și pot zbura la 40-45 de zile, dar rămân dependenți de părinți încă câteva săptămâni.
În România și Republica Moldova este o pasăre rară. În România populația estimată este de 60-100 de perechi.